# Сан-Жозе-ду-Норті
Сан-Жозе-ду-Норті (порт. São José do Norte) — муніципалітет в Бразилії, входить до складу штата Ріу-Гранді-ду-Сул.
Складова частина мезорегіону Південний схід штату Ріу-Гранді-ду-Сул. Входить в економіко-статистичний мікрорегіон Літорал-Лагунар.
Місто засноване в 1738 році.

## Населення і площа
Населення становить 25 503 особи на 2010 рік.
Займає площу 1 117,873 км². Щільність населення — 22,4 осіб/км².

## Галерея

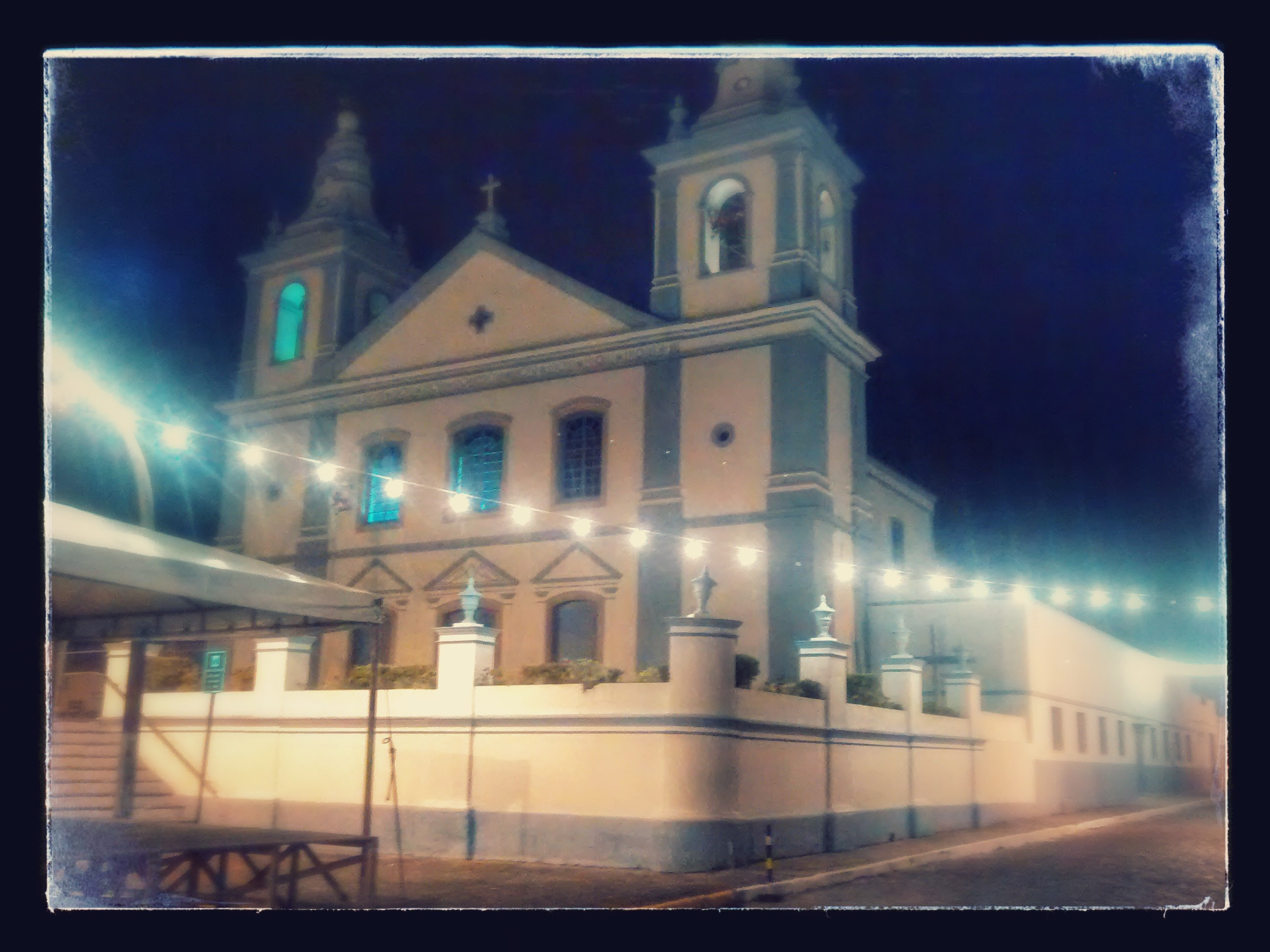
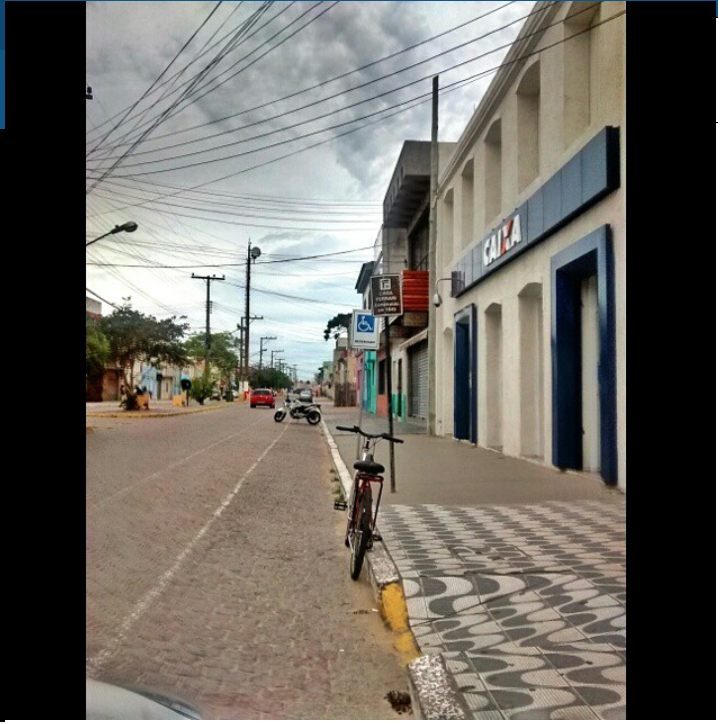
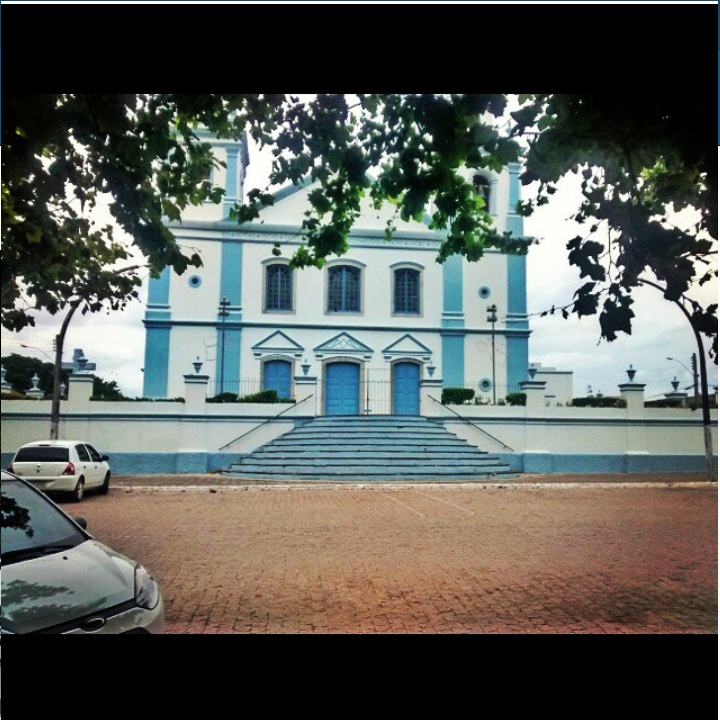
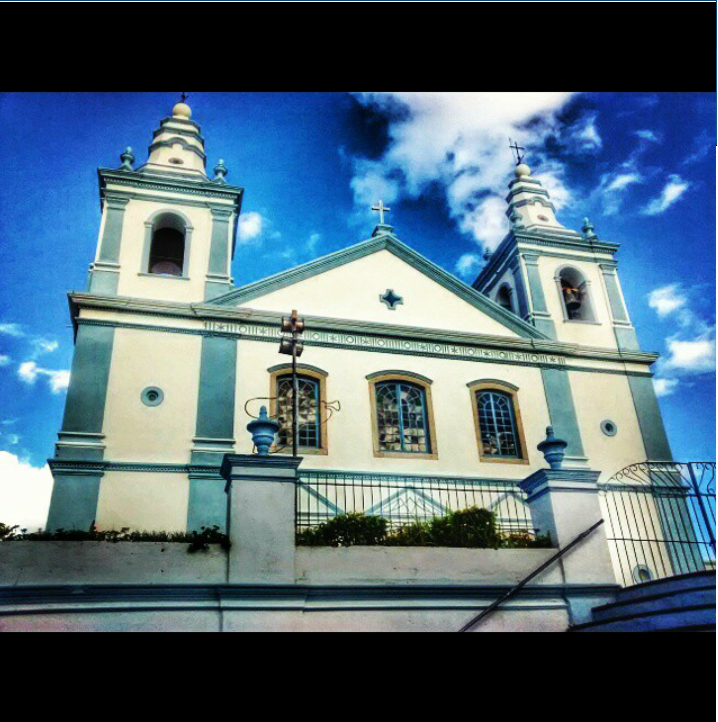
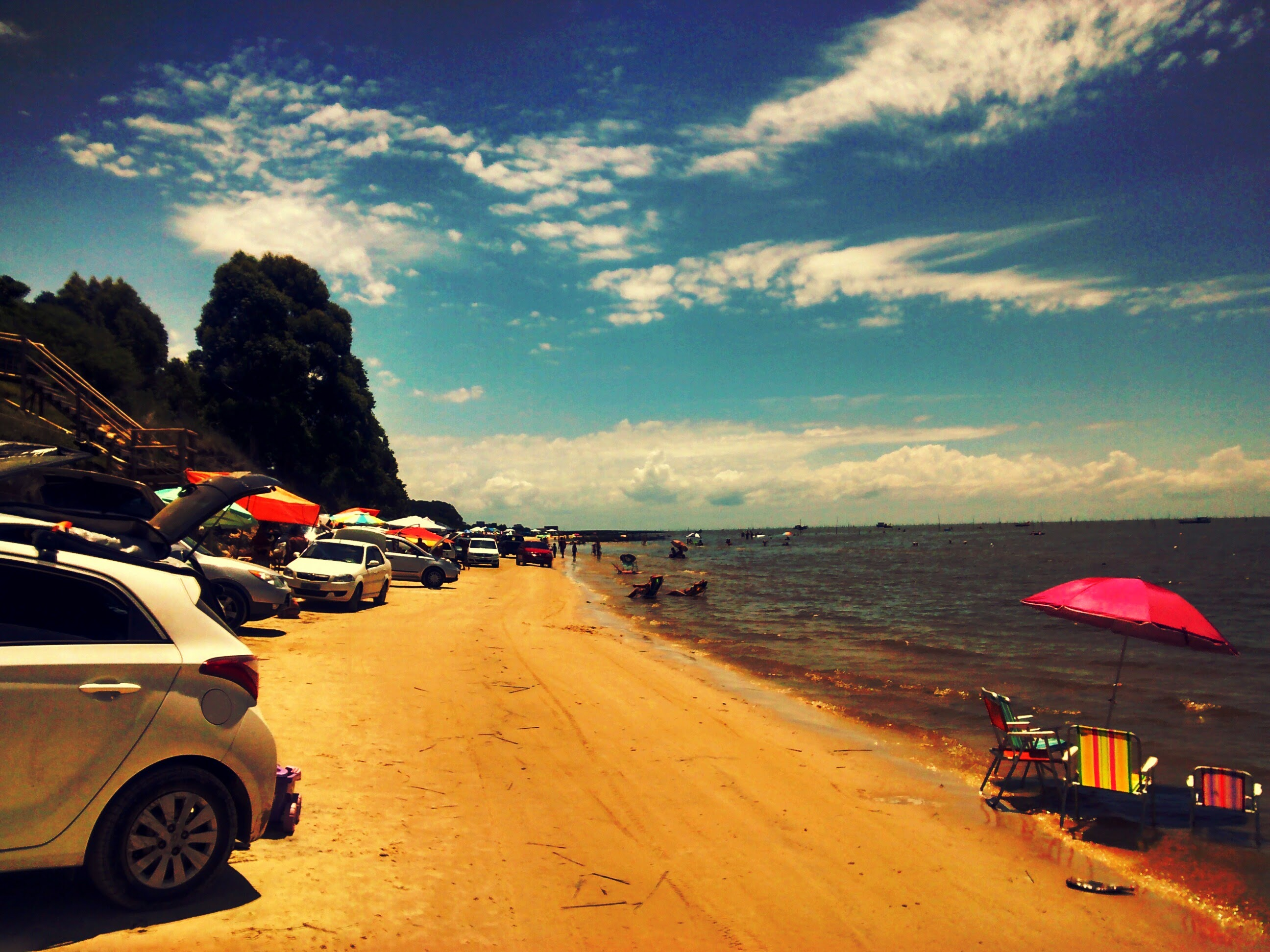
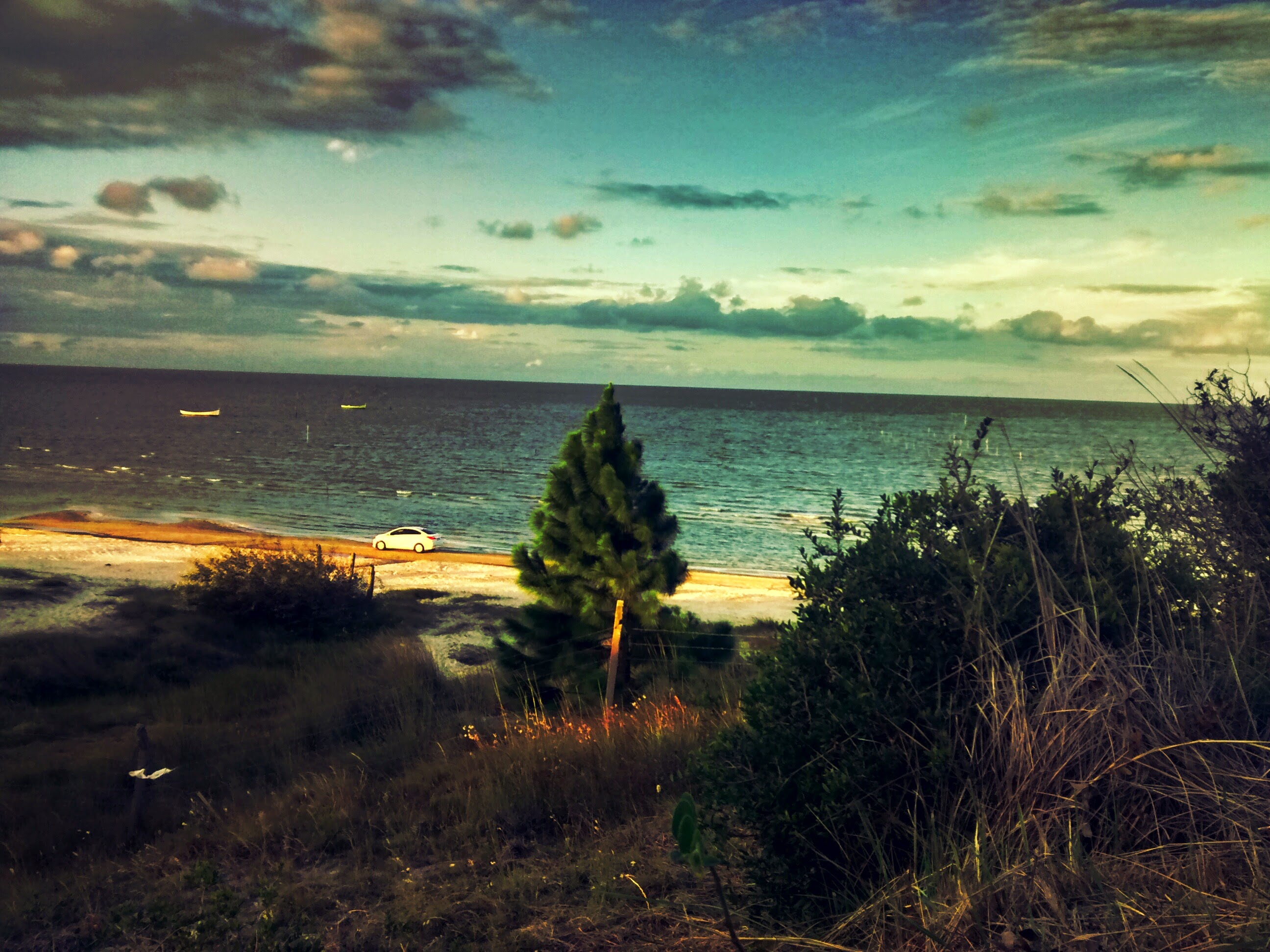
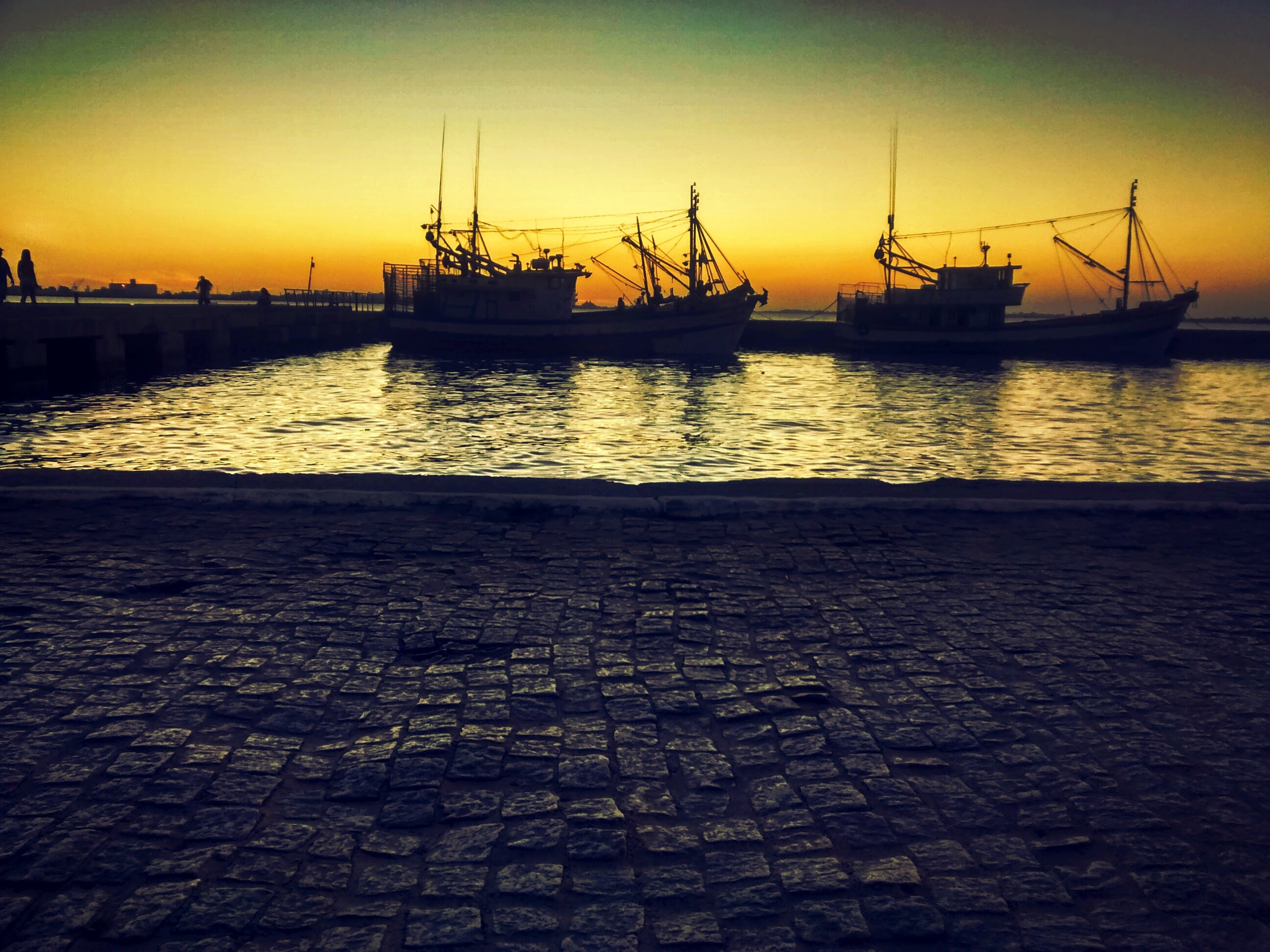
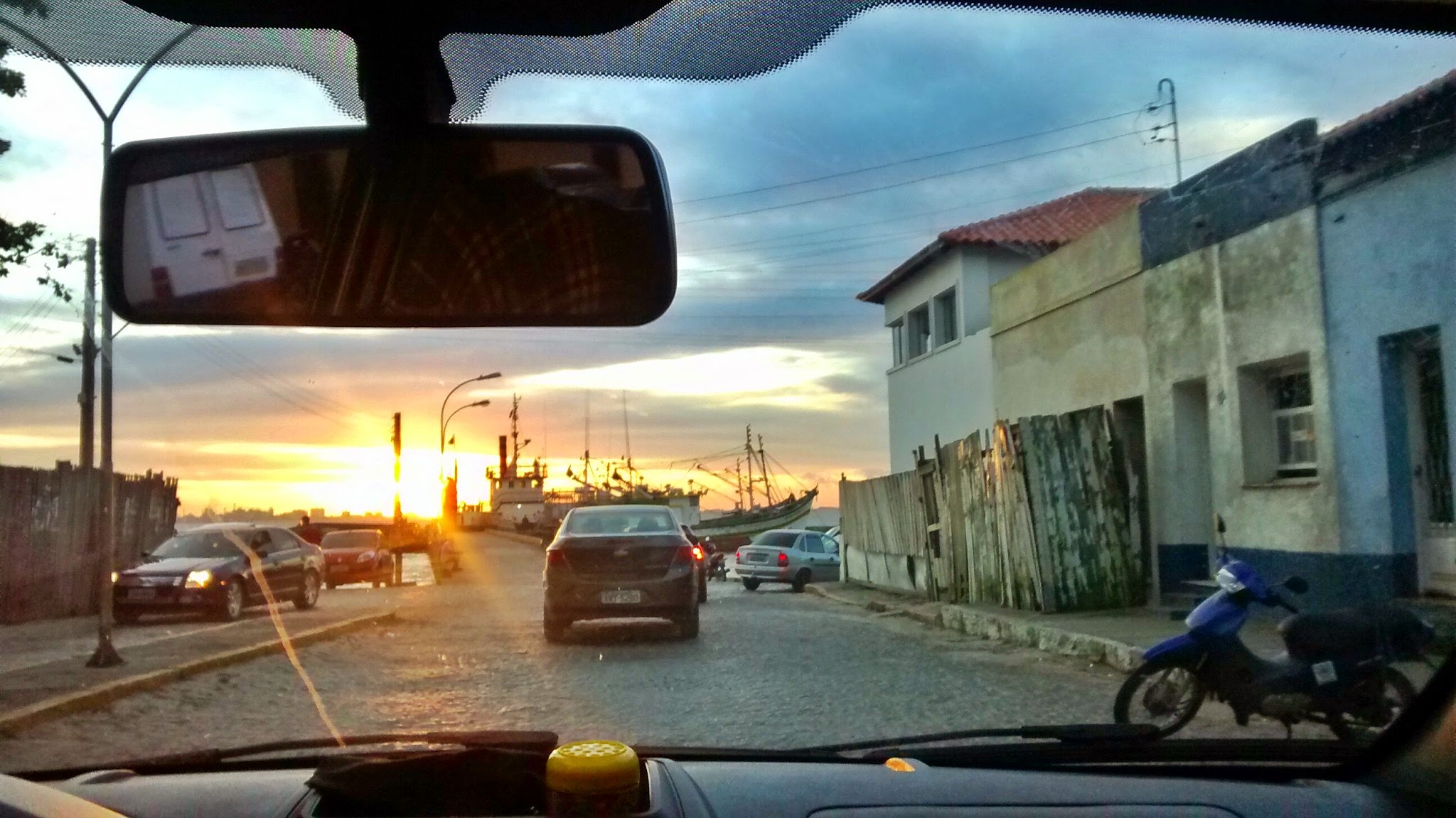
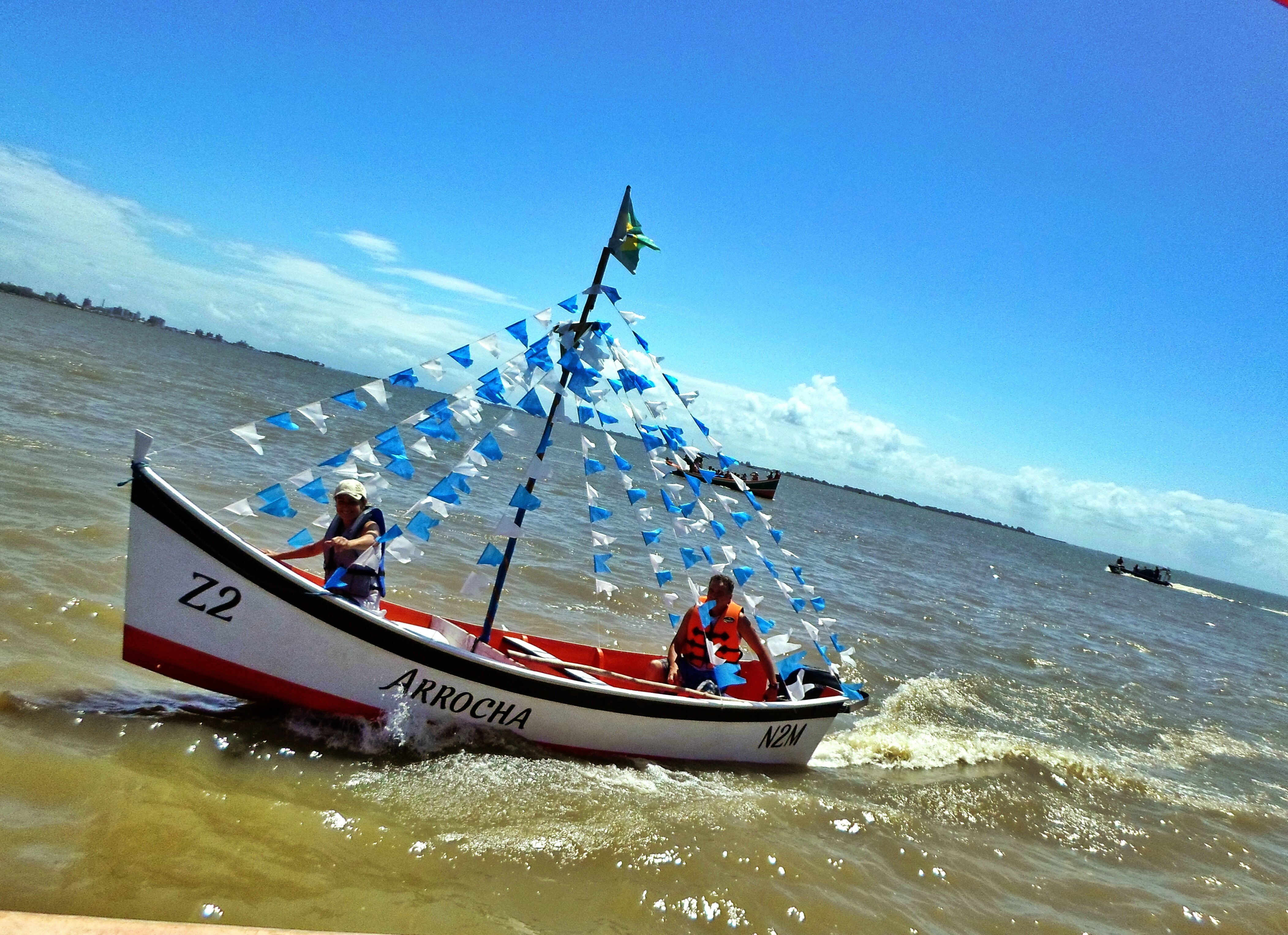
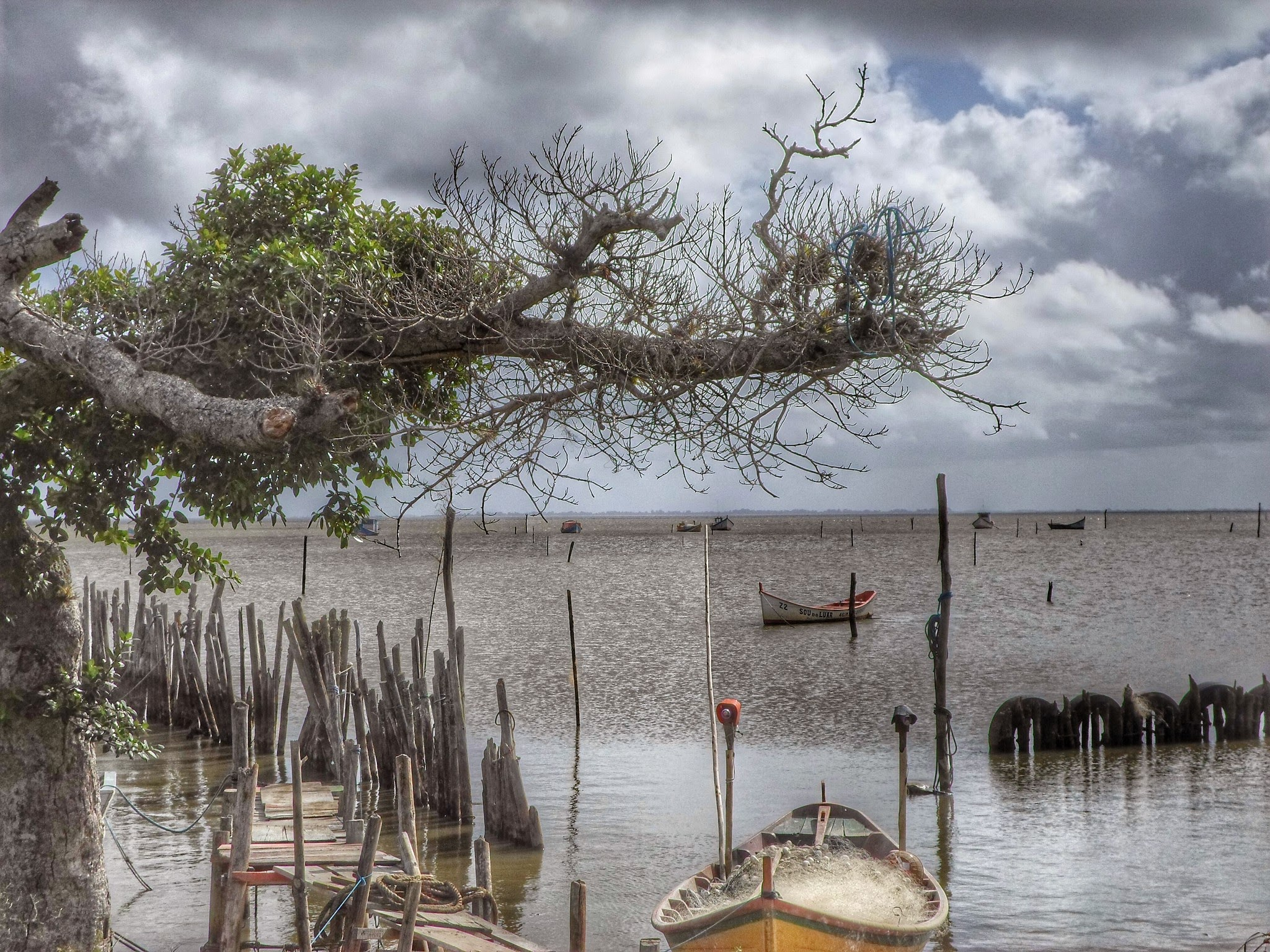
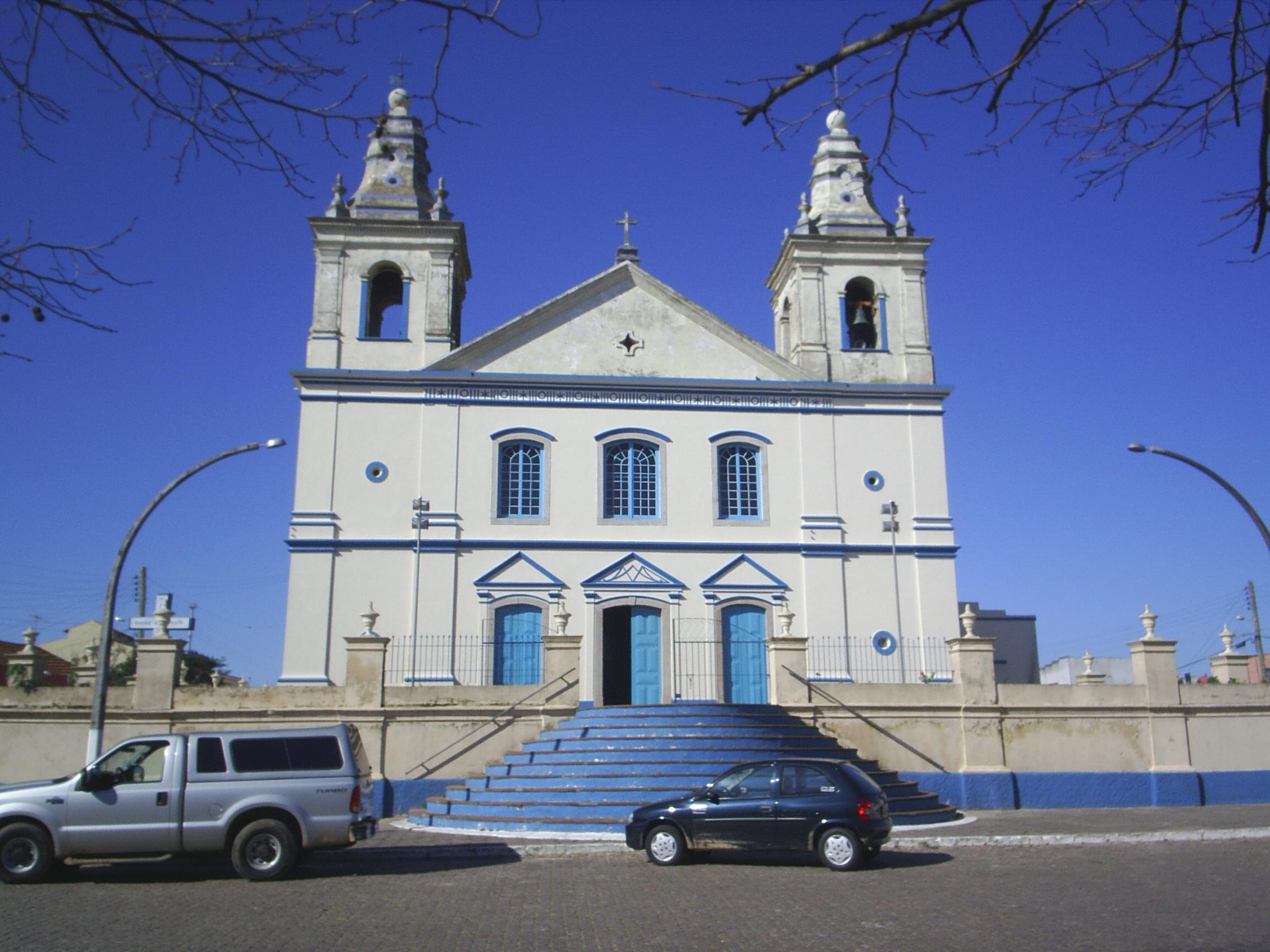
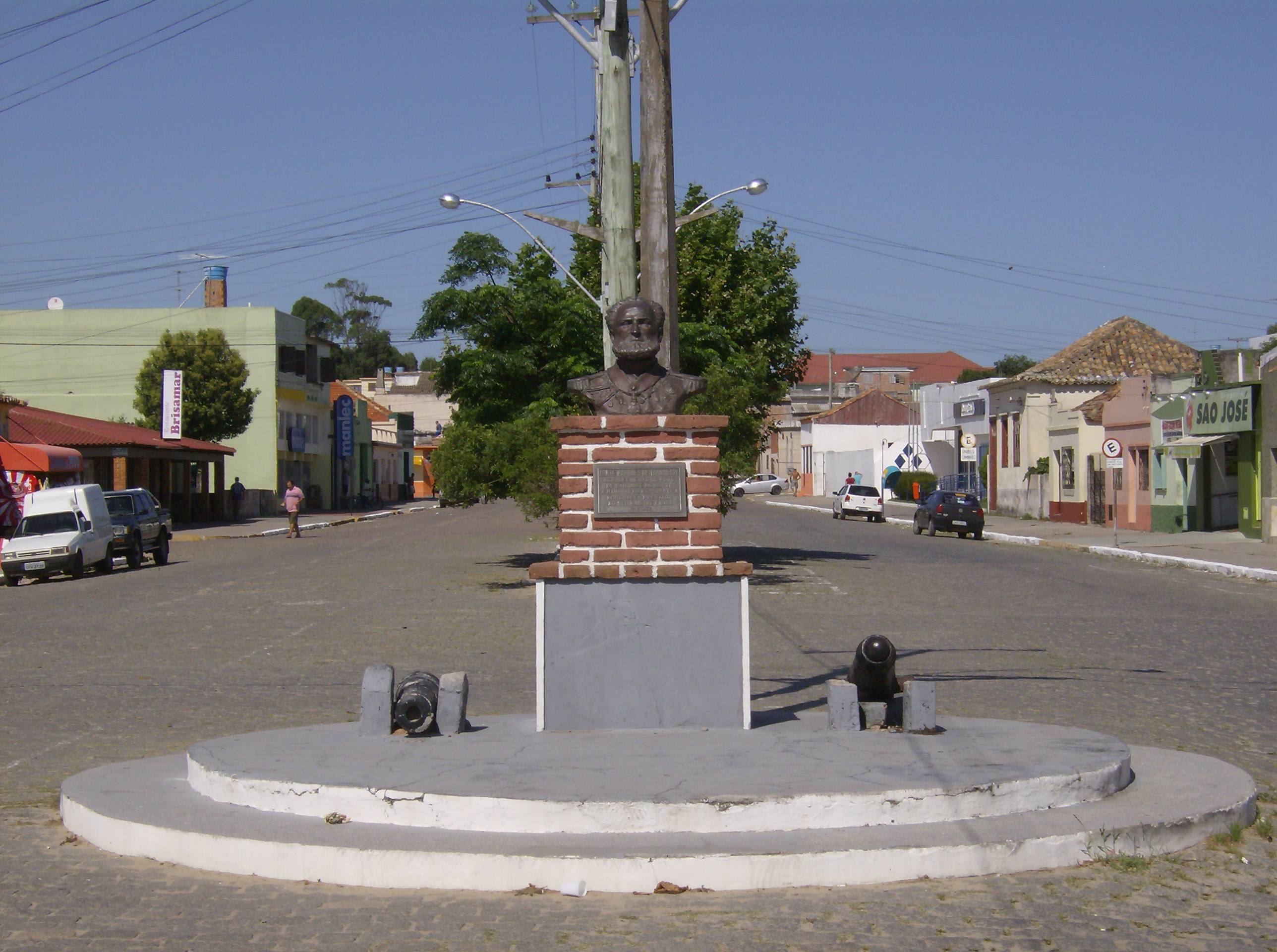
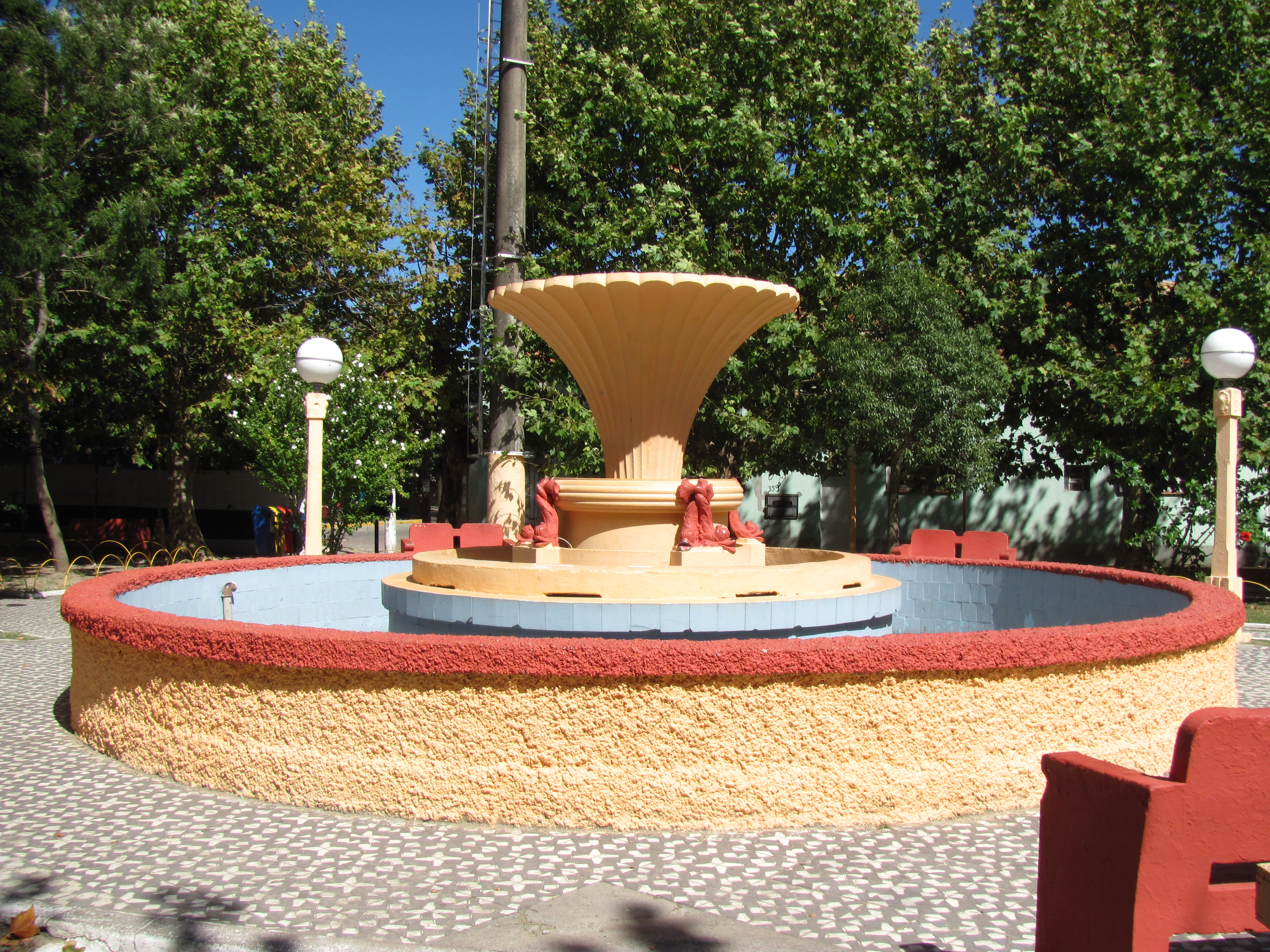
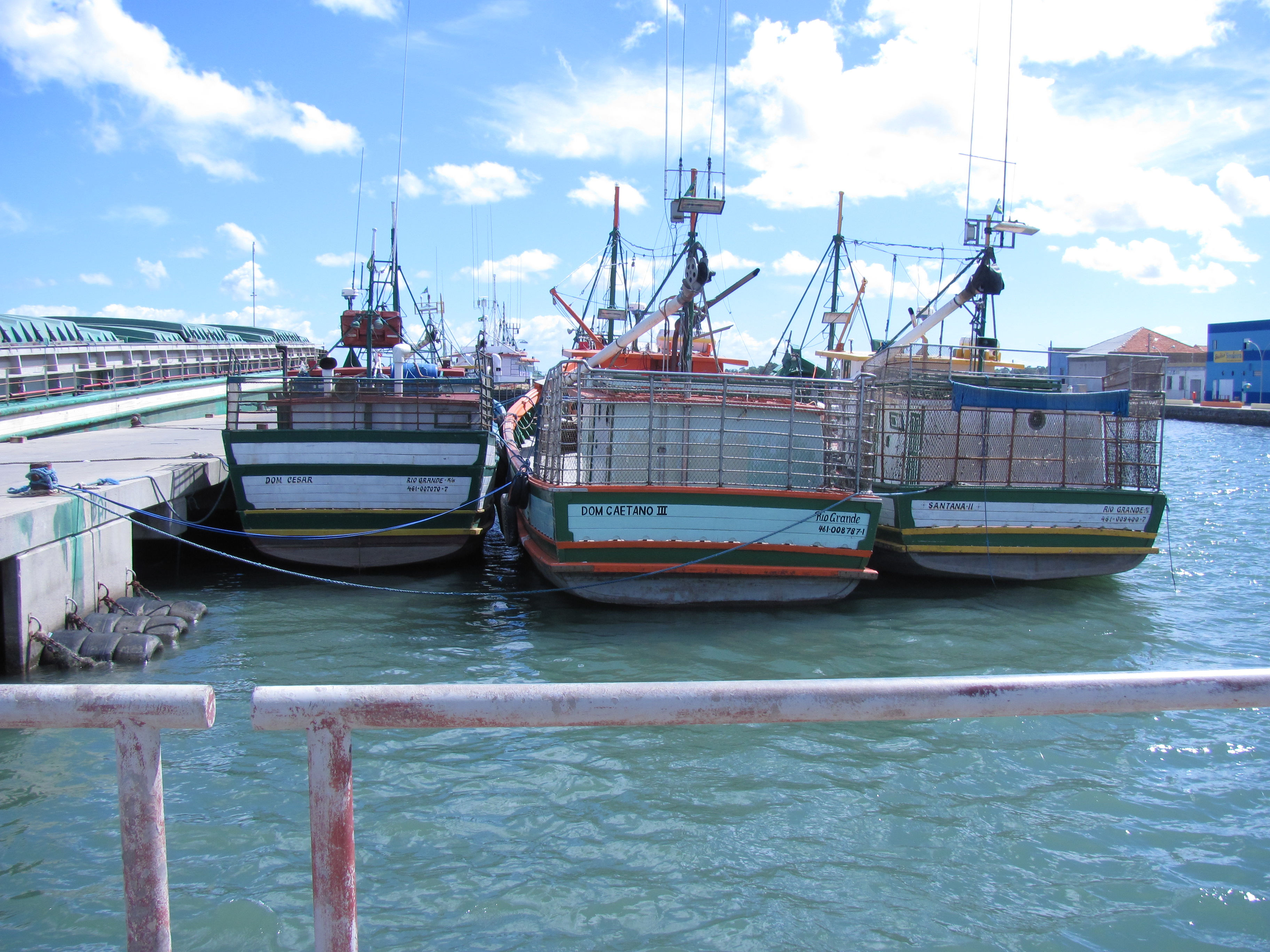
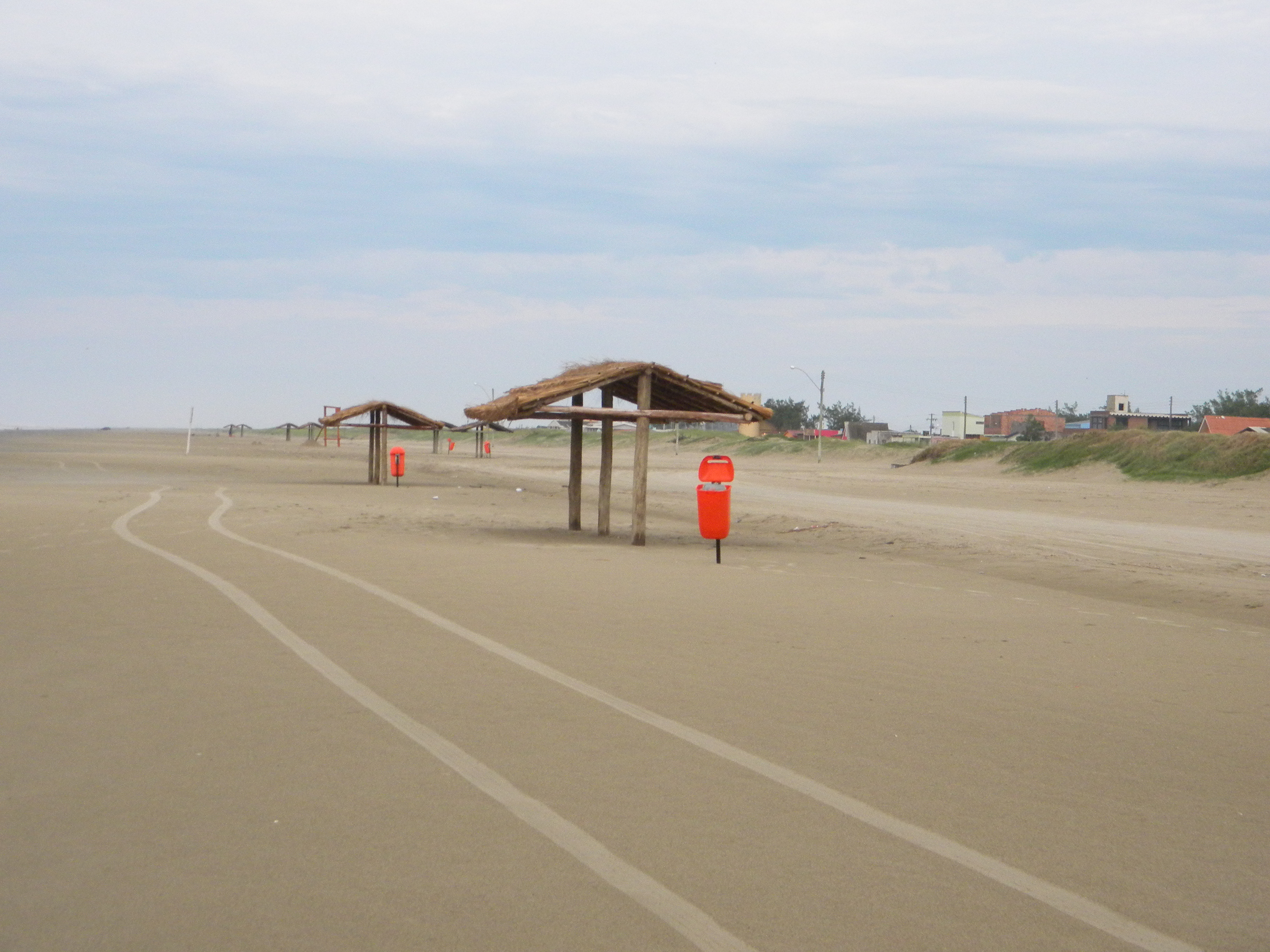
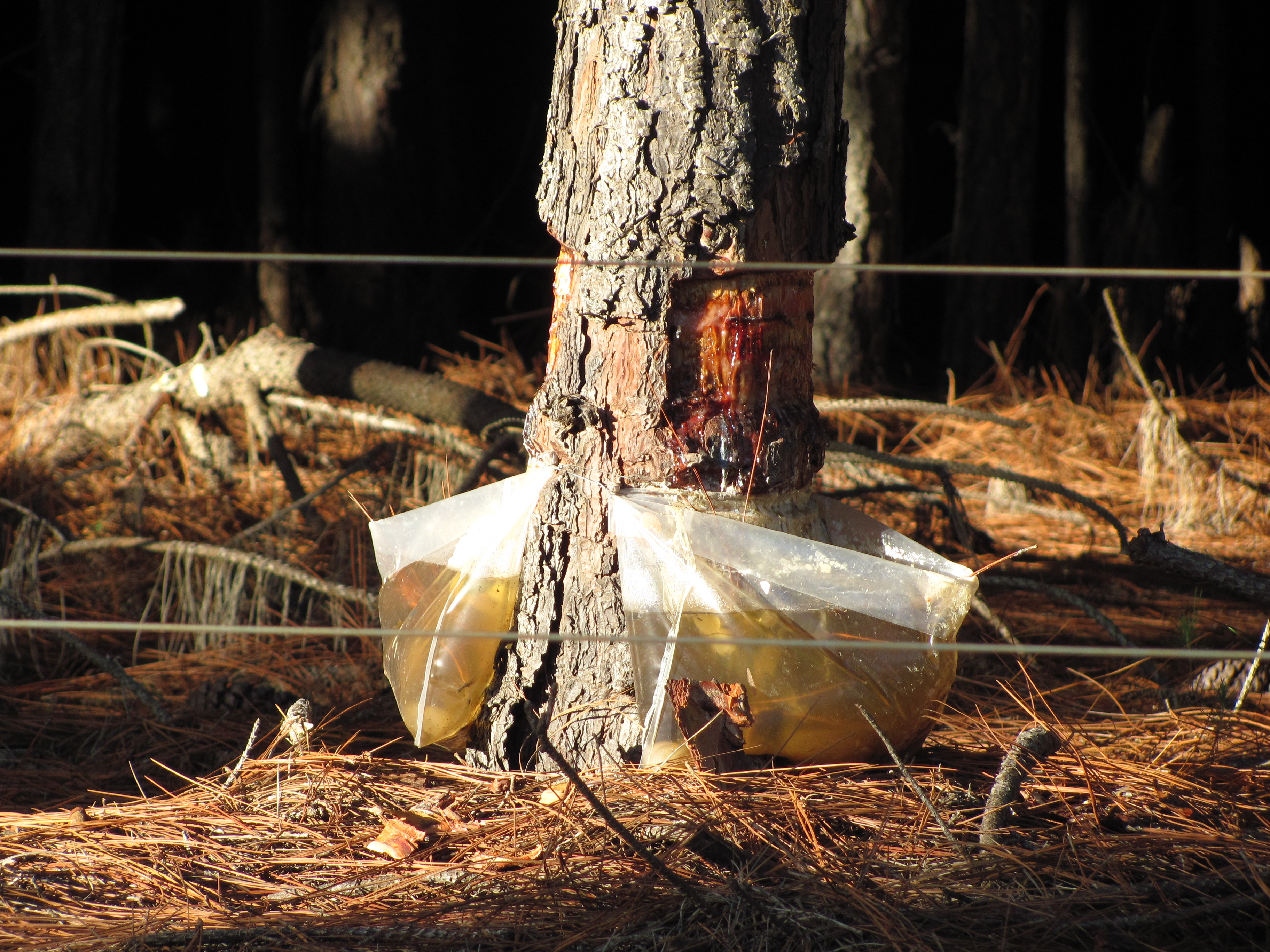
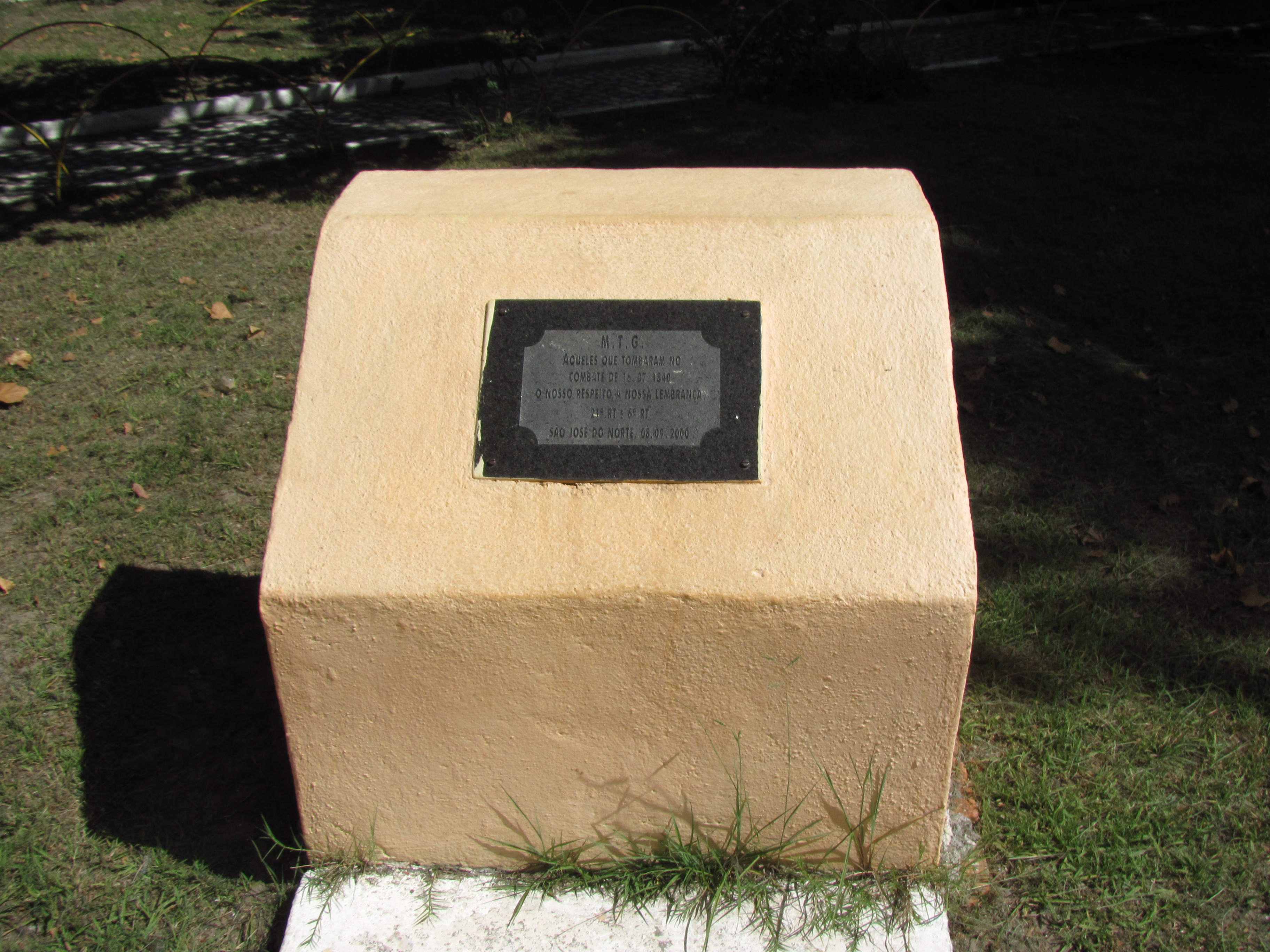
250px

## Географія
Клімат місцевості: помірний. Відповідно до класифікації Кеппена, клімат відноситься до категорії Cfb — клімат помірно холодний з рівномірним зволоженням і температурою 18 — 23 °C.

## Статистика
- Валовий внутрішній продукт на 2003 становить 91.141.414,00 реалів (дані: Бразильський інститут географії і статистики).
- Валовий внутрішній продукт на душу населення на 2003 становить 3.722,19 реалів (дані: Бразильський інститут географії і статистики).
- Індекс розвитку людського потенціалу на 2000 становить 0,703 (дані: Програма розвитку ООН).